# Maridu Mayrinck
Maria Eduarda "Maridu" Mayrinck (Rio de Janeiro, 15 de maio de 1978) é uma jogadora profissional de pôquer.
Maridu nasceu e morou no Rio de Janeiro estudando na Escola Americana, na Gávea até os 11 anos de idade, quando mudou-se com sua família para Nova Iorque onde morou a maior parte de sua vida. Maridu é formada em duas faculdades, Economia e de Ciências Políticas e fez mestrado em Cinema na Universidade da Califórnia/San Diego, antes de voltar para o Brasil onde se formou em Sociologia pela PUC-Rio.
Entre 2003 e 2007, trabalhou como roteirista de programas da Globo como Sob Nova Direção, Zorra Total e Sítio do Picapau Amarelo.
Em 2006 Maridu criou um blog chamado NEED AN ACE, onde contava toda sua vida relacionada ao mundo do pôquer. O blog ficou ativo até abril de 2012.
Em 2007 volta aos Estados Unidos dessa vez para mora em Las Vegas e apriomorar seu jogo nas mesas de pôquer, já que no Brasil o pôquer ainda estava engatinhando e não tinha muitas opções de jogo.
Em 2008 Maridu foi convidada a ser patrocinada pelo PokerStars, fazendo parte do Team PokerStars Pro. No dia 1 de abril de 2011 o contrato com o PokerStars venceu e Maridu optou por não renovar, “Sim saí do Stars (por vontade própria, sem brigas nada do tipo) tudo super amigável, tô super feliz, só tenho coisas boas a dizer sobre o Stars e os anos incríveis que tive com eles, mas estou indo pruma parada que vai ser GIGANTE pro Poker Latino Americano,” diz Maridu em um Fórum MaisEV.

## Principais resultados
| TORNEIOS AO VIVO | TORNEIOS AO VIVO                                                               | TORNEIOS AO VIVO   | TORNEIOS AO VIVO |
| Data             | Torneios                                                                       | Prêmio (US$)       | Pos.             |
| ---------------- | ------------------------------------------------------------------------------ | ------------------ | ---------------- |
| Nov/2016         | Deep Stack Extravaganza IV, Las Vegas - No-Limit Hold’em SuperStack de $50     | $15.266            | 3º               |
| Jun/2015         | WSOP 2012 - No Limit Hold'em Monster Stack de $1.500                           | $6.990             | 187º             |
| Jun/2014         | WSOP 2014 - Main Event No-Limit Hold’em de $10.000                             | $29.400            | 403º             |
| Jun/2014         | WSOP 2014 - Dealers Choice - Six Handed de $1.500                              | $7.568             | 11º              |
| Nov/2013         | WPT Emperors Palace Poker Classic, Johannesburg - No Limit Hold'em de ZAR2.000 | $10.308 ZAR105.244 | 3º               |
| Jun/2012         | WSOP 2012 - H.O.R.S.E. de $1.500                                               | $5.964             | 30º              |
| Nov/2011         | Deep Stack Extravaganza IV, Las Vegas - No-Limit Hold’em de $340               | $17.798            | 2º               |
| Fev/2011         | LAPT São Paulo - Main Event No-Limit Hold’em de R$5.000                        | $5.730 (R$9.570)   | 24º              |
| Jun/2010         | WSOP 2010 - Six Handed No-Limit Hold’em de $2.500                              | $5.669             | 80º              |
| Nov/2009         | LAPT Playa Conchal - Main Event No-Limit Hold’em de $2.700                     | $4.711             | 24º              |
| Out/2009         | EPT London - Main Event No-Limit Hold’em de £5.250                             | $20.376 (£12.800)  | 43º              |
| Jun/2008         | WSOP 2008 - No-Limit Hold’em de $2.000                                         | $10.762            | 36º              |
| Jun/2008         | WSOP 2008 - Ladies World Championship de $1.000                                | $4.765             | 35º              |
| Mai/2008         | WSOP 2008 - No-Limit Hold’em de $1.500                                         | $4.022             | 233º             |
| Jun/2007         | Bellagio Cup III - Nightly No-Limit Hold'em de $1.080                          | $7.735             | 4º               |
| TORNEIOS ONLINE  |                                                                                |                    |                  |
| Data             | Torneios                                                                       | Prêmio (US$)       | Pos.             |
| Ago/2014         | PokerStars $11 - The Big $11 [$65K Gtd]                                        | $8.963             | 2º               |
| Fev/2010         | PokerStars $215 - Sunday Second Chance [$200k guaranteed]                      | $49.036            | 2º               |
| Jan/2010         | partypoker $215 - $300K Guaranteed Sunday                                      | $31.971            | 2º               |
| Mar/2009         | Full Tilt Poker $200 - The Sunday Mulligan                                     | $29.180            | 3º               |
| Set/2008         | PokerStars $1.050 - WCOOP-20: NL Hold'em, $3M guaranteed                       | $5.547             | 72º              |
| Ago/2008         | PokerStars $162 - The Nightly Hundred Grand                                    | $11.138            | 4º               |
| Dez/2007         | PokerStars $55+R - NL Hold'em                                                  | $12.634            | 1º               |
| Dez/2007         | PokerStars $215 - Sunday Million                                               | $5.835             | 11º              |
| Dez/2007         | PokerStars $162 - The Nightly Hundred Grand                                    | $9.996             | 3º               |
| Nov/2007         | PokerStars $55+R - NL Hold'em                                                  | $12.852            | 1º               |
| Nov/2007         | PokerStars $11+R - NL Hold'em [$55,000 guaranteed!]                            | $5.885             | 2º               |
| Out/2007         | PokerStars $5.50+R - NL Hold'em [$35, 000 guaranteed!]                         | $4.033             | 2º               |
| Mai/2007         | Full Tilt Poker $500 - FTOPS Main Event                                        | $5.697             | 29º              |
| Abr/2007         | PokerStars $109 - No Limit Hold'em                                             | $5.280             | 2º               |
| Mar/2007         | PokerStars $55 - No Limit Hold'em                                              | $5.110             | 2º               |
| Dez/2006         | PokerStars $22 - No Limit Hold'em                                              | $4.213             | 3º               |
| Nov/2006         | PokerStars $11 - No Limit Hold'em                                              | $5.027             | 3º               |

* Premiações acima de $4.000